# دخول ملكي
كانت المراسم والاحتفالات المصاحبة للدخول الرسمي للحاكم أو من ينوب عنه إلى مدينة في العصور الوسطى وأوائل العصر الحديث في أوروبا تُعرف باسم الدخول الملكي، أو دخول النصر، أو دخول الفرح.

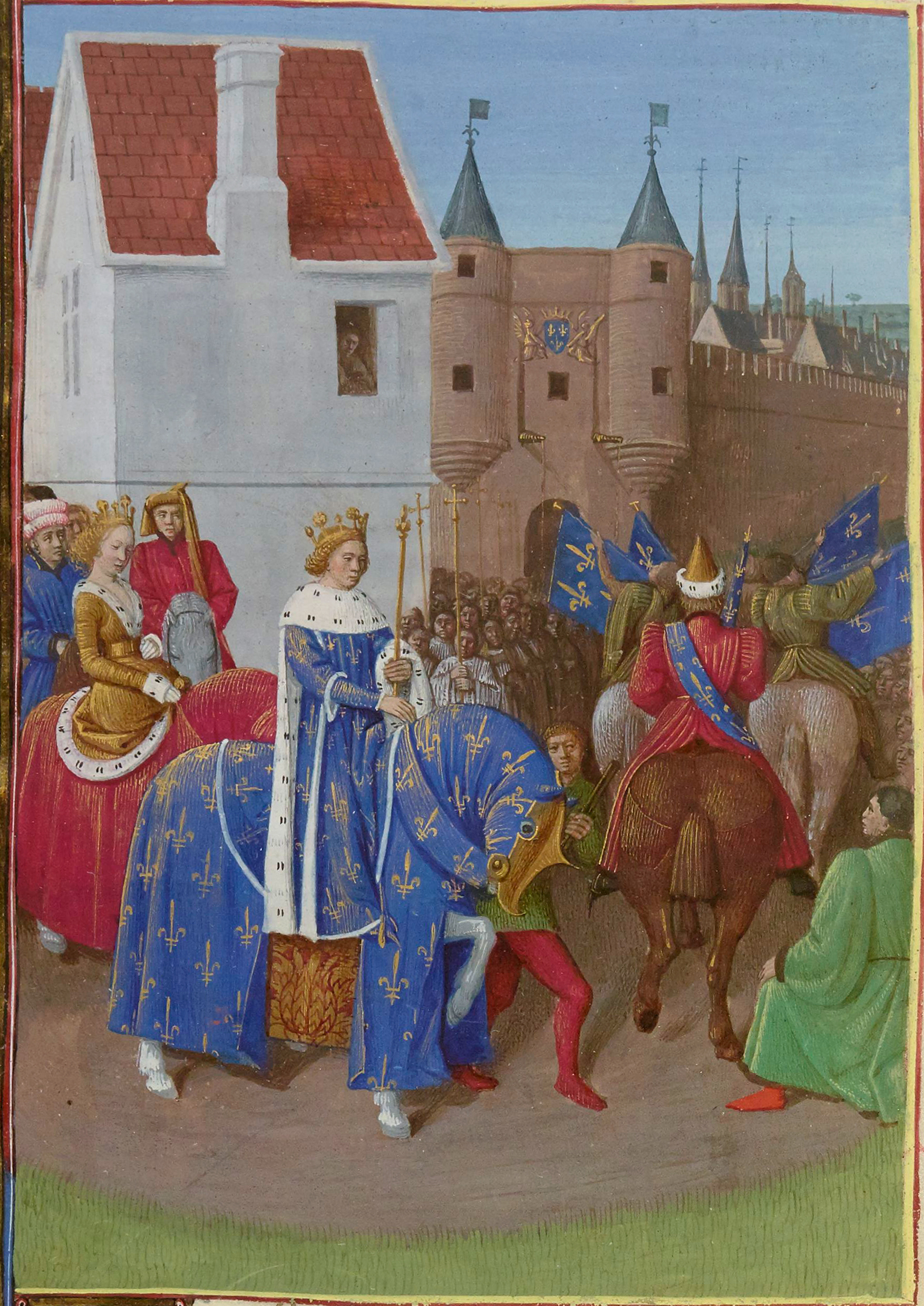
•دخول يوحنا الثاني ملك فرنسا وجوان الأولى من أوفيرني إلى باريس بعد تتويجهم في ريمس عام 1350، ثم قام جان فوكيه بزخرفة المخطوطة لاحقًا.

ويتركز الدخول على موكب يحمل الأمير إلى المدينة، حيث يُرحب به ويُكرم من قبل السلطات، تليها وليمة واحتفالات أخرى.
بدأ الدخول الملكي على أنه بادرة على الولاء والإخلاص من قبل سكان المدينة للحاكم، وترجع أصوله إلى دخول الملك الذي احتفل به الأباطرة الرومان، الذي كان أكثر رسمية مقارنة باحتفالات النصر العسكري. عادةً، ما يزور الحاكم المدينة في المناسبات العامة أو في مناسبات الزواج. وبالنسبة إلى سكان العاصمة، فقد كانوا يندمجون مع احتفالات التتويج على النقيض من سكان المقاطعات، حيث فضلوا احتفالات الدخول الملكي والقيام بجولات في المدن الكبرى داخل المملكة.
منذ أواخر العصور الوسطى أصبح الدخول الملكي مناسبًا للعروض الفخمة، والاحتفالات والدعاية على نحو متزايد. وقام سكان المدينة مع قادة البلدية، وبالتعاون مع الكاتدرائية والمختصين بابتكار الأيقونات. بصرف النظر عن الأنماط التقليدية، التي وضعت فيها، فقد صمتت بعناية فائقة، وشارك الفنانون العظماء والكتاب والملحنون أيضًا في تلك الفترة في إنشاء التصاميم، التي بقي القليل منها حتى الفترة المبكرة.

## أصوله وتطوراته
يصف كالبرت -وهو رجل دين من مدينة بروج- في روايته المعاصرة الدخول الملكي للكونت فلاندرز المنصب حديثًا في مدينته بروج في أبريل 1127، الذي ظهر فية في البداية وهو يحاول التخفي، ولكنه لم يستطع، وظهر بصورة التودد والنصر، وكان دخوله بدايةً لهدنة رسمية بين القوى المنافسة للأقاليم وبين المدن المسورة، وأكد على حريات المدن في القرون الوسطى، التي تشمل حقوقهم وصلاحياتهم التي أوضحها بكلمات ممزوجة بالشرعية من خلال حضور القديسين:
«في الخامس من أبريل، عند الشفق جاء الملك مع الكونت ويليام المنتخب حديثًا، وماركيز فلاندرز، إلى مدينتنا في بروج. وجاءت كهنة القديس دوناتيان لمقابلتهم وهم يحملون رفات القديسين ويرحبون بالملك والكونت الجديد بفرح في موكب مهيب يليق بالملك. وفي السادس من أبريل، اجتمع الملك والكونت مع فرسانهم وفرساننا، ومع المواطنين والعديد من الفلمنكيين (مجموعة عرقية مقيمة في الفلاندرز) في الحقل، حيث جمعوا الذخائر ورفات القديسين. وعندما دعوا

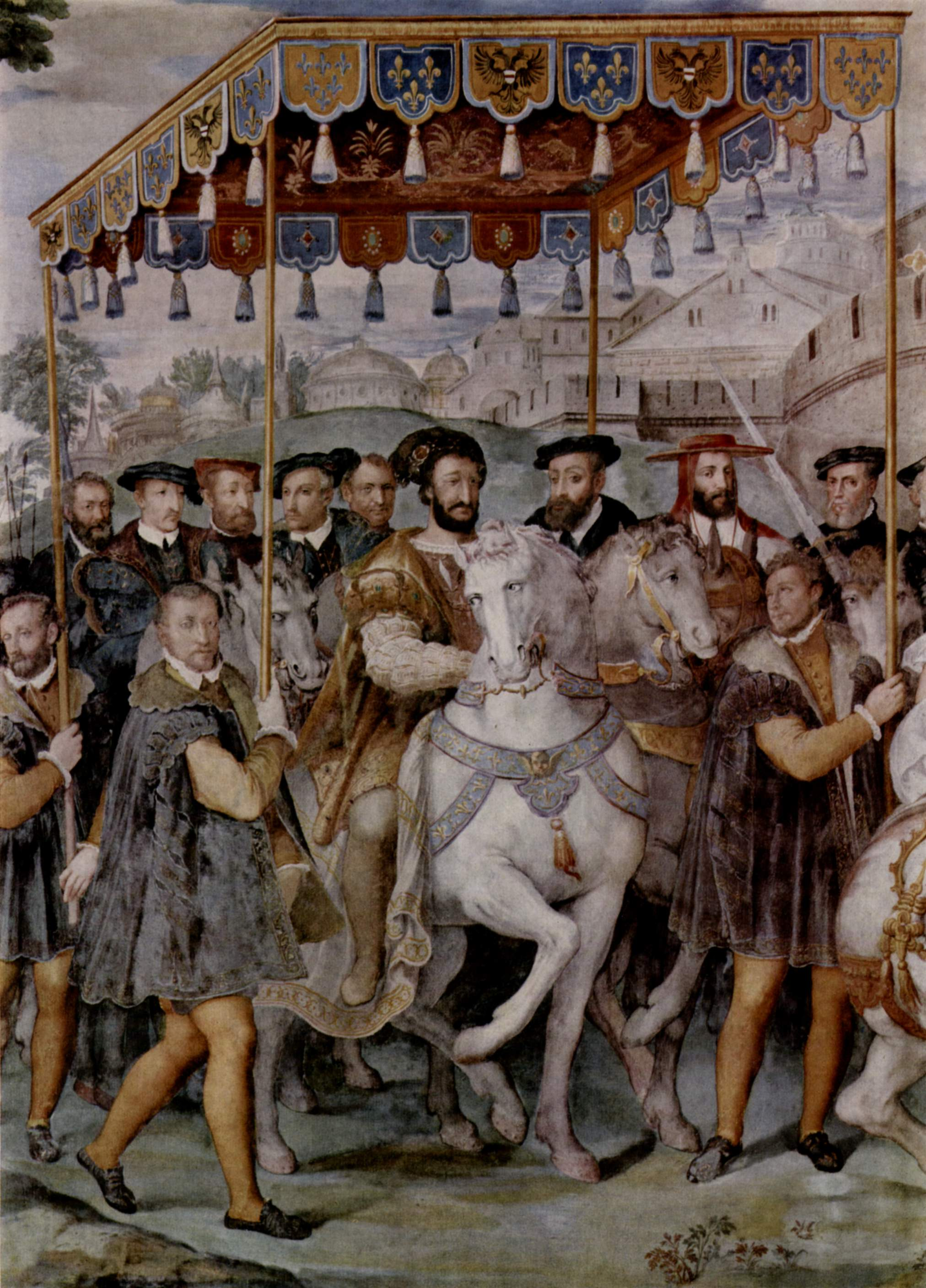
•دخول الملك فرانسيس الأول ملك فرنسا، وشارل الخامس، والكاردينال أليساندرو فارنيزي إلى باريس تحت مظلة ملكية في عام 1540، في لوحة جدارية رسمها تادو زوكاري.

إلى الهدنة، قاموا بقراءة ميثاق حرية الكنيسة وامتيازات القديس دوناتيان بصوت عالٍ. كما قرئوا ميثاق اتفاق قصير بين الكونت والمواطنين بأنفسهم لقبول الهدنة، ثم أقسم الملك والكونت اليمين على رفات القديسين على سماع رجال الدين والشعب».
عُرف موكب البابا الجديد إلى روما باسم حيازة. وسيحصل الحاكم في مناسبة زواجه على دخول ملكي أيضًا. وصف المؤرخ فرويسارت دخول الملكة إيزابو ملكة بافاريا إلى باريس عام 1389.
حُدد موعد دخول تشارلز التاسع ملك فرنسا وملكة هابسبورغ إليزابيث من النمسا إلى باريس في مارس 1571، وحدد لتشارلز وحده في عام 1561 مسبقًا، حيث كان الاحتفال عادةً، ولكن الفرنسيين وبسبب حروب الدين جعلوا هذه الاحتفالات غير مناسبة، إلى أن وقع السلام الذي أعقب صلح سانت -جيرمن-إن-لاي في أغسطس 1570.
حتى منتصف القرن الرابع عشر، كانت المناسبات بسيطة نسبيًا. وفي فترة ما دعت سلطات المدينة الأمير وحزبه خارج أسوار المدينة، بعد تسليمهم دعوة الاحتفال، أو العنوان الملكي، أو الخطاب. بعدها توقفوا لمشاهدة اللوحات الحية التي نُفذت عند دخول الملكة إيزابو ملكة بافاريا إلى باريس والإعجاب بها، ثم تجولوا في الشوارع التي تغيرت بالألوان، وشاهدوا منازل تعلق المنسوجات والتطريز والسجاد  والمفروشات، والقماش من النوافذ وكانت الطرق مكتظة بالسكان.
في بلد الوليد عام 1509، كانت المدينة مختلفة تمامًا، إذ كانت مزينة بالثروات والستائر والسجاد الفاخر، لدرجة أنه حتى فلورنسا أو البندقية لا يمكن أن تضاهيها. وكانت جميع السيدات الجميلات سعيدات بالظهور والمشاركة في العرض واستحققن المشاهدة بالتأكيد، وكان كل شيء منظمًا ببراعة، لدرجة أنني لم أستطع التعرف على المدينة التي لم أغادرها أبدًا.
كانت شعارات العرض في كل مكان في بلد الوليد عام 1509، فبالنسبة للثيران في الحقول خارج المدينة، كانت مغطاة بقطعة قماش مرسومة بأذرع ملكية ومعلقة بالأجراس. وعلى طول الطريق توقف الموكب مرارًا وتكرارًا للإعجاب بالقطع المزينة بالشعارات والقصص المصورة والرموز الحية، وكانت الجولة مصحوبة بالخطابات وأصوات الأبواق الصاخبة وحتى المدفعية. وكان الموكب يشمل أعضاء من مقاطعات ثلاث، ونبلاء وحكام من مناطق مجاورة، ورجال الدين والنقابات في المدينة موجودين خلف موكب الأمير أيضًا. منذ منتصف القرن الرابع عشر، غالبًا ما كان أعضاء النقابات يرتدون الزي الموحد الخاص بهم، وتختار كل نقابة لونًا ساطعًا، ولكن في تورناي عام 1464، ارتدى ثلاثمائة عضو زهورًا كبيرة مطرزة من الحرير كالشارة الملكية وضعت على صدورهم وظهورهم، صممت على نفقتهم الخاصة. كان رد الأمير إما الالتزام بالمثل وإما زيادة الامتيازات العرفية للمدينة وعاصمتها. عادةً، كان  الأمير يزور الكاتدرائية ويستقبله الأسقف ليؤكد على امتيازات فصل الكاتدرائية، ثم يقومون بمباركته وقراءة القصائد المكتوبة لهذه المناسبة.